# 阿倍帯麻呂
阿倍 帯麻呂（あべ の おびまろ）は、奈良時代前期の貴族。名は意比麻呂とも記される。中務大輔・阿倍船守の子。仲麻呂は長兄。官位は従五位上・美作守。

## 経歴
神亀5年（728年）正七位上から五階昇進して外従五位下に叙せられる。ちなみにこれは中央貴族に対して初めて外位の叙位が行われた例であり、同時に巨勢少麻呂・中臣名代ら中央貴族が同じく外従五位下に叙せられている。またこの叙位にあたって、この位階に留まるべきでないこと、勤務の状況に応じて内位に叙するので努力を怠らないこと、についての勅が出されている。翌神亀6年（729年）長屋王の変の後に行われた叙位において、先の外位叙位者と共に内位の従五位下に叙せられた。
その後、美作守に任ぜられるが任期中に何者かと共謀して4人を故殺し、被害者の一族から太政官に対して訴えを起こされる。しかし、この時の裁判を担当した右大弁・大伴道足、右中弁・高橋安麻呂らは審理を行わず放置したことから、天平7年（735年）になって担当者らは処罰されることとなったが、聖武天皇の詔によりいずれも赦免されたという。なお、帯麻呂自身に対する処罰内容は明らかでないが、その後の消息も不明のため、律に則り死刑になったと推測される。その昇進の経緯などから、叙位に対する不満から、他の外位任官者と共に長屋王の変に関わった可能性が指摘されている。
一説では、神護景雲2年（768年）6月27日に76歳で没したともされる。

## 官歴
『続日本紀』による。
- 時期不詳：正七位上
- 神亀5年（728年）5月21日：外従五位下
- 神亀6年（729年）3月4日：従五位下
- 天平7年（735年）9月28日：見美作守
- 時期不詳：従五位上[4]

## 系譜
- 父：阿倍船守[4]
- 母：不詳
- 生母不明の子女
  - 男子：安倍弟当[4]（?-808）
  - 女子：藤原真楯室[5] - 内麻呂母